# Lei de Wien

Espectro da radiação de corpo negro para diversas temperaturas. A lei de Wien descreve o comportamento do comprimento de onda para o qual a intensidade da radiação é máxima em função da temperatura.

A lei de Wien (ou lei do deslocamento de Wien) é a lei da física que relaciona o comprimento de onda onde se situa a máxima emissão de radiação eletromagnética de corpo negro e sua temperatura:
{\displaystyle \lambda _{\text{max}}={\frac {b}{T}}} .
Nessa expressão, {\displaystyle \lambda _{\text{max}}\,} é o comprimento de onda (em metros) para o qual a intensidade da radiação eletromagnética emitida é máxima, {\displaystyle T\,} é a temperatura do corpo em kelvins, e {\displaystyle b\,} é a constante de proporcionalidade, chamada constante de dispersão de Wien, em m.K (metro x Kelvin).
O valor dessa constante é {\displaystyle b=2{,}8977685\times 10^{-3}} m.K
O que resulta em:
{\displaystyle \lambda _{\text{max}}={\frac {0{,}0028976}{T}}}
Conforme a lei de Wien, quanto maior for a temperatura de um corpo negro, menor será o comprimento de onda para o qual a emissão é máxima. Por exemplo, a temperatura da fotosfera solar é de 5 780 K e o pico de emissão se produz a 501,3 nm = 5,013 × 10-7 m. Como 1 Å = 10−10 m = 10−4 µm, resulta que o máximo ocorre a 5 013 Å.
As propriedades da radiação do corpo podem ser deduzidas através da termodinâmica clássica. Boltzmann, apresentou a derivação teórica a partir da energia total emitida (IT) por cm² e por segundo, sendo função da temperatura (T) de um corpo negro. Representado pela equação de Stefan-Boltzmann: IT = σeT4, onde σ é a constante de Stefan-Boltzmann (1,3804 x 10-23 m2 kg s-2 K-1) e e é a eficiência de uma superfície como emissora de radiação térmica.
Devido as considerações de Boltzmann, pode-se expor que a radiação térmica, como toda radiação eletromagnética, exerce uma pressão proporcional à sua densidade de energia, comportando-se tal qual um gás. Levando em conta o ciclo de Carnot, Boltzmann relacionou o trabalho realizado pela pressão de radiação e sua temperatura. Essa relação permite expressar a radiação como densidade de energia e, consequentemente, em termos de energia total emitida.
Nessa compreensão, a cavidade contendo radiação térmica (radiação de cavidade), qualquer comprimento de onda será modificado em consequência do efeito Doppler. A partir dessas informações, Wilhelm Wien pôde derivar uma forma funcional para a distribuição espectral de radiação do corpo negro (Lei de Wien).

## Dedução
Esta lei foi formulada empiricamente por Wilhelm Wien. Entretanto, hoje se deduz da lei de Planck para a radiação de um corpo negro da seguinte maneira:
{\displaystyle E(\lambda ,T)={C_{1} \over \lambda ^{5}\cdot (e^{C_{2} \over \lambda \cdot T}-1)}={C_{1}\cdot \lambda ^{-5} \over (e^{C_{2} \over \lambda \cdot T}-1)}}
onde as constantes valem no Sistema Internacional de Unidades:
{\displaystyle C_{1}=8\pi hc=4{,}99589\cdot 10^{-24}[J\cdot m]}
{\displaystyle C_{2}={hc \over k}=1{,}4385\cdot 10^{-2}{m\cdot K}=1{,}4385\cdot 10^{4}[\mu m\cdot K]}
Para encontrar o máximo, a derivada da função com respeito a {\displaystyle \lambda } tem de ser zero.
{\displaystyle {\partial (E(\lambda ,T)) \over \partial \lambda }=0}
Basta utilizar a regra de derivação do quociente e como se tem que igualar a zero, o numerador da derivada será nulo ou seja:
{\displaystyle {\frac {c_{2}}{\lambda \cdot T}}=5\cdot (1-e^{-C_{2} \over \lambda \cdot T})}
Se definimos
{\displaystyle x\equiv {c_{2} \over \lambda T}}
então
{\displaystyle {x \over 1-e^{-x}}-5=0}
Essa equação não pode ser resolvida analiticamente. Utilizando o método de Newton ou da tangente:
{\displaystyle x=4{,}965114231744276\ldots }
Da definição de x resulta que:
{\displaystyle \lambda _{\text{max}}\cdot T={\frac {c_{2}}{x}}={\frac {1{,}4385\cdot 10^{4}}{4{,}965114231744276}}=2897{,}6\mu mK}
Assim que a constante de Wien é {\displaystyle 2897{,}6\mu m\cdot K} pelo que:
{\displaystyle \lambda _{\text{max}}\cdot T=2897{,}6\mu m\cdot K}